# Cylindromyia persica
Cylindromyia persica là một loài ruồi trong họ Tachinidae.